# Chiquititas (trilha sonora de 2013)
Chiquititas é uma telenovela brasileira produzida pelo Sistema Brasileiro de Televisão e exibida entre 15 de julho de 2013 e 14 de agosto de 2015. Escrita originalmente por Cris Morena, adaptada por Íris Abravanel e dirigida por Reynaldo Boury, é baseada na telenovela argentina homônima, que também inspirou a primeira versão brasileira, autoria de Cris Morena e adaptação de Gustavo Barrios. Para a distribuição, o SBT fechou uma parceria com a Building Records, que também foi a responsável pelos CD e DVD e Carrossel. Todos os discos de Chiquititas foram lançados em embalagem digipack.

## Lançamentos

### Chiquititas
Foi informado que produção musical de Chiquititas continuaria a cargo de Arnaldo Saccomani e Laércio Ferreira, com o SBT Music em parceria com a Building Records para distribuir as obras. Saccomani, que também produziu os discos da edição de 1997, ficou encarregado de ouvir todas as trilhas sonoras da versão para montar o primeiro CD da nova trama, contendo regravações e canções originais. A gravação do primeiro disco começou em 22 de janeiro de 2013 e nos testes de elenco foram priorizadas crianças que cantem e atuem para participarem do álbum. O CD seria lançado trinta dias após a estreia, porém essa data foi adiada para 28 de agosto de 2013 na versão digital e a versão física para 3 de setembro de 2013. O disco é distribuído com 26 adesivos exclusivos.
No alinhamento estão incluídas faixas como "Sinais", "Até Dez" e "Berlinda" e o único single nacional da trilha sonora, "Coração com Buraquinhos", além das originais "Abraça o Mundo" e "Sempre Juntos". Também foram realizadas versões de "Palco" de Gilberto Gil, "Quero te Encontrar" de Buchecha e "Grava Essa Ideia" de Grupo é D+. A cantora e apresentadora Priscilla Alcântara revelou através do seu perfil do Twitter que gravou uma canção para a telenovela, "Da Água pro Vinho". Da mesma forma que a novela anterior, todo capítulo será precedido por algum clipe gravado por algum integrante do elenco. A direção dos videoclipes fica a cargo de Ricardo Mantoanelli. O CD alcançou um sucesso iminente vendendo 60.000 cópias conquistando assim Disco de Ouro.
| Primeiro CD (1) |                                                   |                                                 |                                             |         |  |
| N.º             | Título                                            | Música                                          | Personagem(ns)                              | Duração |  |
| 1.              | "Remexe (Rechufas)"                               | Coro Chiquititas                                | Tema de Abertura                            | 02:50   |  |
| 2.              | "Todo Mundo Chique"                               | Coro Chiquititas                                | Geral(Tema de Locação: Raio de Luz)         | 03:37   |  |
| 3.              | "Berlinda (A Berlin)"                             | Coro Chiquititas                                | Brincadeiras (Tema de Locação: Raio de Luz) | 02:21   |  |
| 4.              | "Sinais (Señales)"                                | Coro Chiquititas                                | Geral (Tema de Locação: Raio de Luz)        | 01:29   |  |
| 5.              | "Te Gosto Tanto"                                  | Larissa Manoela                                 | Maria Cecilia & Tobias                      | 04:23   |  |
| 6.              | "Palco"                                           | Gabriel Santana, Filipe Cavalcante e Gui Vieira | Meninos                                     | 03:23   |  |
| 7.              | "Chefe Chico (El Cheff Saveiro)"                  | João Acaiabe                                    | Chico                                       | 02:02   |  |
| 8.              | "Mentirinhas (Mentiritas)"                        | Giovanna Grigio e Gabriella Saraivah            | Tati                                        | 03:56   |  |
| 9.              | "Quero te Encontrar"                              | Giseli Soares                                   | Maria Cecilia                               | 03:37   |  |
| 10.             | "Tudo, Tudo (Todo Todo)"                          | Coro Chiquititas                                | Crianças (Tema de Locação: Raio de Luz)     | 02:35   |  |
| 11.             | "Grave Essa Ideia"                                | Guilherme Boury e Manuela do Monte              | Júnior & Carol                              | 04:07   |  |
| 12.             | "Amigas"                                          | Danny Pink                                      | Meninas                                     | 03:30   |  |
| 13.             | "Até Dez (Hasta Diez)"                            | Coro Chiquititas                                | Crianças (Tema de Locação: Raio de Luz)     | 02:08   |  |
| 14.             | "Abraça o Mundo"                                  | Giovanna Grigio                                 | Mili                                        | 03:49   |  |
| 15.             | "Igual aos Demais (Igual a los demás)"            | Júlia Olliver                                   | Pata                                        | 03:00   |  |
| 16.             | "Coração com Buraquinhos (Corazón con Aguejitos)" | Amanda Acosta e Carolina Chamberlain            | Letícia e Dani                              | 04:30   |  |
| 17.             | "Da Água pro Vinho"                               | Priscilla Alcântara                             |                                             | 04:35   |  |
| 18.             | "Sempre Juntos"                                   | Coro Chiquititas                                | Crianças                                    | 03:13   |  |

### Chiquititas Vídeo Hits
Com os vídeos clipes da trilha sonora de Chiquititas, que são exibidos na telenovela adaptada pela autora Iris Abravanel e com direção-geral de Reynaldo Boury, o DVD ‘Chiquititas Vídeo Hits’ chega às lojas de todo o Brasil com tiragem inicial de 50 mil cópias a partir da última semana de setembro. A direção dos clipes é de Ricardo Mantoanelli e a direção musical de Arnaldo Saccomani e Laércio Ferreira.
Lançamento do SBT Music em parceria com a Building Records, que é a gravadora oficial de Chiquititas, o primeiro DVD da telenovela é composto por 13 grandes vídeos clipes de canções que embalam o dia a dia dos personagens do Orfanato Raio de Luz e Café Boutique. O produto ainda traz extras especiais, com making off, slideshow de fotos e um clipe de cena da música Palco. E mais, o DVD também inclui um pôster autografado por todas as chiquititas e chiquititos.
| Primeiro Dvd (1) |                                        |                                                 |                                          |         |  |
| N.º              | Título                                 | Música                                          | Personagem                               | Duração |  |
| 1.               | "Remexe (Rechufas)"                    | Coro Chiquititas                                | Tema de Abertura                         | 02:49   |  |
| 2.               | "Todo Mundo Chique"                    | Coro Chiquititas                                | Meninas                                  | 02:33   |  |
| 3.               | "Tudo Tudo (Todo Todo)"                | Coro Chiquititas                                | (Tema de Locação: Raio de Luz)           | 02:33   |  |
| 4.               | "Até Dez (Hasta Diez)"                 | Coro Chiquititas                                | (Tema de Locação: Raio de Luz)           | 02:05   |  |
| 5.               | "Igual aos Demais (Igual a los demás)" | Júlia Olliver                                   | Pata                                     | 03:00   |  |
| 6.               | "Mentirinhas (Mentiritas)"             | Giovanna Grigio e Gabriella Saraivah            | Tati                                     | 03:55   |  |
| 7.               | "Abraça o Mundo"                       | Giovanna Grigio                                 | Mili                                     | 03:45   |  |
| 8.               | "Grave Essa Ideia"                     | Guilherme Boury e Manuela do Monte              | Júnior e Carol                           | 04:11   |  |
| 9.               | "Sinais (Señales)"                     | Coro Chiquititas                                | Ernestina (Tema de Locação: Raio de Luz) |         |  |
| 10.              | "Berlinda (A Berlin)"                  | Coro Chiquititas                                | (Tema de Locação: Raio de Luz)           | 02:20   |  |
| 11.              | "Oh Carol"                             | Guilherme Boury                                 | Junior                                   | 02:36   |  |
| 12.              | "A Festa Ainda Pode Ser Bonita"        | Pedro Lemos                                     | Tomás Ferraz                             | 03:09   |  |
| 13.              | "Palco"                                | Gabriel Santana, Filipe Cavalcante & Gui Vieira | Meninos (Clipe de Cena)                  | 03:33   |  |
| 14.              | "Making Off"                           |                                                 |                                          |         |  |
| 15.              | "Slide Show de Fotos"                  |                                                 |                                          |         |  |

### Chiquititas Vol. 2
O CD Chiquititas Volume 2 é composto por 17 grandes sucessos que embalam as emoções do dia a dia dos personagens da telenovela. Mais uma vez, o CD é composto por músicas clássicas da primeira versão refeitas pelos atores do remake para essa versão, tais como "Era Uma Vez", "Crescer" e "Me Passam Coisas", todas cantadas por Giovanna Grigio, interprete da personagem Mili. Também composto com músicas de outros artistas estão as canções "Minha Rainha" do grupo Tihuana, tema do personagem Beto e "Depende De Nós" do compositor Ivan Lins acompanhado com o coro das crianças. Entre outros também tem a música "Party All Night" da boyband brasileira The Destiny e "When Will You Come" do cantor Arnold McCuller, tema do casal Tobias e Maria Cecília. O CD Chiquititas Vol. 2 foi muito bem recebido aclamando a 6ª posição entre os 10 CDs mais vendidos no Brasil em Janeiro e o 9º CD mais vendido em Abril de 2014. 
E mais: Os produtos contém brindes exclusivos. O CD vem acompanhado de imãs da telenovela.  
Confira a ordem das músicas do CD Chiquititas Volume 2:
| Segundo CD (2) |                                     |                                |                        |         |  |
| N.º            | Título                              | Música                         | Personagem             | Duração |  |
| 1.             | "Amigas"                            | Coro Chiquititas               | Meninas                | 03:32   |  |
| 2.             | "Piripaque"                         | Gang do Eletro                 | Ernestina              | 02:28   |  |
| 3.             | "A Festa Ainda Pode Ser Bonita"     | Pedro Lemos                    | Tomas Ferráz           | 03:11   |  |
| 4.             | "Me Passam Coisas (Me Pasan Cosas)" | Giovanna Grigio                | Mili & Mosca           | 03:41   |  |
| 5.             | "Pirueta"                           | Parlapatões                    | Crianças               | 03:02   |  |
| 6.             | "Amizade"                           | R2*D3                          |                        | 03:45   |  |
| 7.             | "Era Uma Vez (Habia Uña Vez)"       | Giovanna Grigio                | Mili                   | 04:00   |  |
| 8.             | "Se Uma Estrela Aparecer"           | Maria Diniz                    |                        | 02:41   |  |
| 9.             | "Cara de Pau"                       | Natália Subtil                 | Clarita e Érica        | 03:09   |  |
| 10.            | "Minha Rainha"                      | Tihuana                        | Beto                   | 03:37   |  |
| 11.            | "Rua Deserta"                       | Ivan Nilson & Thais Nascimento | Carol & Júnior         | 03:41   |  |
| 12.            | "Depende de Nós"                    | Ivan Lins & Coro Chiquititas   | Crianças               | 04:26   |  |
| 13.            | "Crescer (Crecer)"                  | Giovanna Grigio                | Mili                   | 03:44   |  |
| 14.            | "Palavrinhas Mágicas"               | Giovanna Vampesi               |                        | 03:00   |  |
| 15.            | "De Noitinha"                       | Pequeno Cidadão                | Geral                  | 04:05   |  |
| 16.            | "Party All Night"                   | The Destiny                    | Festas                 | 03:21   |  |
| 17.            | "When Will You Come"                | Arnold McCuller                | Maria Cecília & Tobias | 03:13   |  |

### Chiquititas Vídeo Hits Vol. 2
O segundo DVD da novela, intitulado Chiquititas Video Hits Vol. 2 contém 19 videoclipes de sucesso que são tema da novela Chiquititas, contendo músicas interpretadas pelos atores da novela e por outros artistas. Alguns dos clipes interpretados por bandas e/ou grupos é a música "Minha Rainha" do grupo Tihuana, "Piripaque" da Gangue do Eletro que é tema da zeladora Ernestina, "De Noitinha", "Party All Night" da boyband brasileira The Destiny, "Amigas" pela cantora e apresentadora Danny Pink dentre outros sucessos. Interpretrado pelos atores da novela estão presentes novos videoclipes "Amigas", "Palco" "O Chefe Chico" e outras versões dos clipes de "Tudo Tudo" "Remexe" e "Todo Mundo Chique". Pelos adultos estão presentes os clipes "A Festa Ainda Pode Ser Bonita" por Pedro Lemos onde seu personagem Tomas Ferraz faz um show, "Eu Sei Não Sou" da banda Frater5 por Letícia Navas, onde sua personagem Clarita canta em um bar e a música "Se Uma Estrela Aparecer" interpretado por Amanda Acosta, onde sua personagem Letícia canta em um show. Alguns extras estão inclusos como o making-of do clipe "Amigas" e um vídeo onde Mili ensina a coreografia da música "Remexe".
A direção dos clipes é de Ricardo Mantoanelli e a direção musical de Arnaldo Saccomani e Laércio Ferreira
| Segundo DVD (2) |                                    |                                                 |                                         |         |  |
| N.º             | Título                             | Música                                          | Personagem(ns)                          | Duração |  |
| 1.              | "Todo Mundo Chique"                | Coro Chiquititas                                | Meninas(Tema de Locação: Raio de Luz)   | 03:36   |  |
| 2.              | "Remexe (Rechufas)"                | Coro Chiquititas                                | Abertura                                | 02:50   |  |
| 3.              | "Tudo Tudo (Todo Todo)"            | Coro Chiquititas                                | Crianças (Tema de Locação: Raio de Luz) | 02:33   |  |
| 4.              | "Palco"                            | Gabriel Santana, Filipe Cavalcante e Gui Vieira | Meninos                                 | 03:34   |  |
| 5.              | "O Chefe Chico (El Cheff Saveiro)" | João Acaiabe                                    | Chico                                   | 02:03   |  |
| 6.              | "Amigas Pra Sempre"                | Coro Chiquititas                                | Meninas                                 | 02:06   |  |
| 7.              | "A Festa Ainda Pode Ser Bonita"    | Pedro Lemos                                     | Tomas Ferráz                            | 03:09   |  |
| 8.              | "Se Uma Estrela Aparecer"          | Amanda Acosta                                   |                                         | 02:46   |  |
| 9.              | "Piripaque"                        | Gang do Eletro                                  | Ernestina                               |         |  |
| 10.             | "De Noitinha"                      | Pequeno Cidadão                                 | Geral                                   | 04:05   |  |
| 11.             | "Minha Rainha"                     | Tihuana                                         | Beto                                    | 04:07   |  |
| 12.             | "Qq Isso Lelek"                    | Os Leleks                                       |                                         |         |  |
| 13.             | "Amigas"                           | Danny Pink                                      |                                         | 03:40   |  |
| 14.             | "Meu Anjinho"                      | Pequeno Cidadão                                 |                                         | 03:50   |  |
| 15.             | "Eu Sei Não Sou"                   | Letícia Navas & Frater 5                        | Clarita                                 | 03:21   |  |
| 16.             | "Party All Night"                  | The Destiny                                     |                                         |         |  |
| 17.             | "Todo Mundo Chique"                | Coro Chiquititas                                | Meninas(Tema de Locação: Raio de Luz)   | 01:44   |  |
| 18.             | "Remexe (Rechufas)"                | Coro Chiquititas                                | Abertura                                |         |  |
| 19.             | "Amigas"                           | Coro Chiquititas                                | Meninas                                 |         |  |

### Chiquititas Remix
O CD Chiquititas Remix é o terceiro CD da novela Chiquititas lançado pela SBT Music em parceria com a Building Records. Este CD contem trilhas da novela em um formato dançante e totalmente remix! Maior parte das canções estão presentes no CD Vol. 1 da trama só que em um formato remix para animar suas festas. O CD tambem contem uma música ainda não presente nos outros CDs "Um Dia, Um Adeus" em um formato remixado.
E mais: Comprando o CD Chiquititas Remix original você ganha de brinde uma pulseira da novela.
Confira a ordem das músicas do CD Chiquititas Remix:
| CD Remix |                               |                                |                |         |  |
| N.º      | Título                        | Música                         | Personagem     | Duração |  |
| 1.       | "Remexe (Remix)"              | Coro Chiquititas               | Crianças       | 02:48   |  |
| 2.       | "Todo Mundo Chique (Remix)"   | Coro Chiquititas               | Meninas        | 02:53   |  |
| 3.       | "Amigas (Remix)"              | Danny Pink                     | Meninas        | 03:11   |  |
| 4.       | "Sinais (Remix)"              | Coro Chiquititas               | Ernestina      | 01:37   |  |
| 5.       | "Palavrinhas Mágicas (Remix)" | Giovana Vampesi                |                | 02:30   |  |
| 6.       | "O Chefe Chico (Remix)"       | João Acaiabe                   | Chico          | 02:04   |  |
| 7.       | "Berlinda (Remix)"            | Coro Chiquititas               | Crianças       | 02:16   |  |
| 8.       | "Abraça o Mundo (Remix)"      | Giovanna Grigio                | Mili           | 03:19   |  |
| 9.       | "Tudo Tudo (Remix)"           | Coro Chiquititas               | Crianças       | 02:14   |  |
| 10.      | "Até Dez (Remix)"             | Coro Chiquititas               | Crianças       | 01:58   |  |
| 11.      | "Quero Te Encontrar (Remix)"  | Giseli Soares                  | Maria Cecilia  | 03:02   |  |
| 12.      | "Sempre Juntos (Remix)"       | Coro Chiquititas               | Crianças       | 03:04   |  |
| 13.      | "Minha Rainha (Remix)"        | Tihuana                        | Beto           | 03:21   |  |
| 14.      | "Um Dia, Um Adeus (Remix)"    | Nanda Bell                     | Clarita        | 04:17   |  |
| 15.      | "Rua Deserta (Remix)"         | Ivan Nilson & Thais Nascimento | Carol & Junior | 03:08   |  |
| 16.      | "Party All Night (Remix)"     | The Destiny                    | Festas         | 03:39   |  |

### Chiquititas Vídeo Hits Volume 3
A novela Chiquititas ganhou Disco de Ouro pela vendagem dos volumes 1 e 2 do DVD “Chiquititas Video Hits”. Para comemorar, o SBT Music e a Building Records lançam em todo o Brasil o DVD “Chiquititas Video Hits – Volume 3”, composto por 14 clipes, extras e making of.
| Terceiro DVD (3) |                                        |                                                 |                        |            |  |
| N.º              | Título                                 | Música                                          | Personagem(ns)         | Duração    |  |
| 1.               | "Sempre Juntos"                        | Coro Chiquititas                                | Crianças               | 03:13      |  |
| 2.               | "Berlinda"                             | Coro Chiquititas                                | Crianças               | 02:21      |  |
| 3.               | "Palco"                                | Gabriel Santana, Filipe Cavalcante e Gui Vieira | Meninos                | 03:23      |  |
| 4.               | "Até Dez"                              | Coro Chiquititas                                | Crianças               | 02:08      |  |
| 5.               | "Coração Com Buraquinhos"              | Amanda Acosta e Carolina Chamberlain            | Dani e Letícia         | 04:30      |  |
| 6.               | "Me Passam Coisas"                     | Giovanna Grigio                                 | Mili                   | 03:41      |  |
| 7.               | "Laços do Coração"                     | Livia Libâneo                                   | Maria e Boneca Laura   | 03:18      |  |
| 8.               | "Ti Bum Pá"                            | Julia Olliver                                   | Pata                   | 02:09      |  |
| 9.               | "Delicinha (Bonitinha)"                | Pedro Lemos                                     | Tomás Ferraz           | 03:10      |  |
| 10.              | "Cara de Pau"                          | Sâmia Abreu                                     | Erica                  | 01:52      |  |
| 11.              | "Sozinho"                              | Emilio Eric                                     | Beto                   | 01:36      |  |
| 12.              | "Pedido de Casamento"                  | Pedro Lemos                                     | Tobias e Maria Cecilia | 01:28      |  |
| 13.              | "Alegria Alegria"                      | Rene Thristan                                   | João Pedro             | 03:08      |  |
| 14.              | "Muleke Doido"                         | Jean Paulo Campos                               | Bônus                  | 05:35      |  |
| 15.              | "Coração Com Buraquinhos (Making Off)" | Amanda Acosta e Carolina Chamberlain            | Bônus                  | 00:52      |  |
| 16.              | "Especial Fim de Ano SBT Chiquititas"  | Livia Andrade                                   | Bônus                  | 01:26      |  |
| Duração total:   | Duração total:                         | Duração total:                                  | Duração total:         | 42 Minutos |  |

### Revista Chiquititas - DVD Chiquititas Vídeo Hits Volume 4
Lançado nas bancas de jornais de todo o Brasil, o quarto volume do DVD com 14 vídeos hits da trilha sonora de Chiquititas. Lançamento do SBT Music em parceria com a Building Records, o DVD faz parte de um KIT da revista Chiquititas, que traz testes, pôster e dicas para os fãs da trama. A revista Chiquititas, que traz o ‘DVD Chiquititas Vídeo Hits Volume 4’, é comercializada com preço sugerido de R$ 33,90.
O DVD, inclui clipes gravados em Natal e Rio de Janeiro, clipes com cenas da novela "Todo Mundo Chique", "Coleção","Chiquitita Dança Assim", "Me Passam Coisas" e "Te Encontrei".
| N.º | Título                                           | Música                                              | Personagem                     | Duração |  |
| 1.  | "Chiquititas Vem"                                | Coro Chiquititas                                    | Tema Raio de Luz               | 03:13   |  |
| 2.  | "Vamos Dançar"                                   | Pedro Henrique                                      | Thiago                         | 03:28   |  |
| 3.  | "O Que Você Fez? (Que Hiciste Qué?)"             | Gabriel Santana, Giovanna Grigio e Coro Chiquititas | Mili e Mosca                   | 02:10   |  |
| 4.  | "Todo Mundo Chique"                              | Coro Chiquititas                                    | (Tema de Locação: Raio de Luz) | 02:30   |  |
| 5.  | "Crescer (Crecer)"                               | Giovanna Grigio                                     | Mili                           | 03:45   |  |
| 6.  | "Amigas"                                         | Júlia Gomes                                         | Marian                         | 03:21   |  |
| 7.  | "Rio, O Sol é Teu"                               | Coro Chiquititas                                    | Tema visita ao Rio de Janeiro  | 02:25   |  |
| 8.  | "24 Horas (Venticuatro Horas)"                   | Coro Chiquititas                                    | Tema brincadeiras              | 02:36   |  |
| 9.  | "Te Encontrei (Te Encontre)"                     | Guilherme Boury e Manuela do Monte                  | Júnior e Carol                 | 01:59   |  |
| 10. | "Coleção"                                        | Nani                                                | Tema Vivi e Samuca             |         |  |
| 11. | "Me Passam Coisas (Me Pasan Cosas)"              | Giovanna Grigio                                     | Mili e Mosca                   |         |  |
| 12. | "Chiquitita Dança Assim (Chiquititas Baila Así)" | Coro Chiquititas                                    | Tema geral: Raio de Luz        | 02:35   |  |
| 13. | "Muleke Doido (Bônus)"                           | Jean Paulo Campos                                   | Tema Geral                     |         |  |
| 14. | "Cidade do Sol"                                  | Rastafeeling e Coro Chiquititas                     | Tema visita a Natal            |         |  |